# 합성 고분자 화합물
천연에는 다당류(녹말, 셀룰로오스)나 단백질(폴리펩티드) 및 핵산(폴리뉴클레오티드) 등과 같이 분자량이 매우 큰 고분자 화합물이 있는데, 석유화학의 발전에 따라 석유의 분류 생성물이나 석탄을 원료로 한 합성 섬유·합성 수지·합성 고무 등 많은 고분자 화합물이 인공적으로 합성되었다. 이것을 천연 고분자와 비교하여 합성 고분자 화합물이라고 한다.

## 고분자 화합물의 합성
합성 고분자 화합물은 모두 분자량이 작은 화합물(단위체－모노머)을 원료로 하여 그것들을 수백 수천개 결합시킨 것으로 분자량 10^4∼10^6 범위의 것이다. 생성된 고분자 물질은 중합체(폴리머)라고 하며, 그 생성 반응을 중합이라고 한다.

## 합성 고분자 화합물의 종류와 특성
고분자 중합체는 이용면에서 합성 수지(플라스틱)·합성 섬유·합성 고무 등으로 분류된다.

### 열가소성과 열경화성
고체를 외부에서 압력을 가하여 변형시키면 그 힘을 제거해도 변형된 그대로의 형태를 유지하는 성질을 소성이라고 한다. 열을 가하면 소성이 변형하기 쉽고 냉각하면 가역적으로 경화하는 성질을 열가소성, 열을 가하면 소성이 일단 나타나지만 뒤이어 소성을 잃고 비가역적으로 경화한 채 그대로 되는 성질을 열경화성이라고 한다. 이러한 성질은 합성 수지의 성형 가공의 관점에서 매우 중요하며 열가소성 수지 및 열경화성 수지로 분류된다.

### 고분자 중합체의 분자 구조와 성질
고분자 중합체 분자의 형상은 단위체가 잇따른 사슬 모양으로 중합한 사슬 모양 구조와 그 사슬 분자 사이가 공유결합에 의하여 다리로 된 3차원적 그물 모양 구조를 가진 것으로 크게 나눈다. 그 중간에 있는 가지 구조를 가진 것도 중합 과정에서 복반응 생성물로 생기기도 한다.
열경화성 수지는 가열 가공의 과정에서 중합체속에 잔존하는 미반응기가 반응하여 중합도가 높아져서 그물 모양 구조를 형성하는 합성 수지이다. 열가소성은 n－사슬 모양의 고분자에서 볼 수 있는 성질로서 사슬의 길이(분자량)가 길수록 가소성을 나타내는 온도는 높고 가지나 분자량이 작을수록 낮아진다. 사슬 구조 분자는 합성 섬유·합성 수지 및 합성 고무의 어느 쪽에서도 볼 수 있으나 각각의 특유한 성질에 따른 구조의 차이는 있다. 고분자 중합체의 특성은 그 분자가 가지는 3차원적(입체적)인 형태와 그들 분자 사이에 작용하는 응집력(분자 간 힘)에 의하여 나타난다고 할 수 있다. 이 성질은 천연 고분자인 단백질이나 핵산 등에 있는 것과 같은 고분자 물질의 특징이기도 하다. 물론 입체 구조도 분자 간 힘도 중합체를 구성하는 단위체의 특성이 반영된 것이지만, 그것이 집합하면 단위체와는 다른 성질을 가지게 된다.
합성 섬유가 되는 사슬 분자는 큰 분자량, 즉 긴사슬로 대칭성과 극성기를 단위체로 하여 구성되어 있다. 그 결과 큰 분자 간 힘으로 분자 사슬끼리 결합한 규칙적 배열(결정 구조)이 많은 형태를 하고 있다. 이 구조는 잡아 당기거나 늘이는 데 강한 성질을 나타낸다. 합성 고무도 사슬 분자인데 탄력성을 나타내는 것이 생명이며, 그것은 분자 간 힘이 약하여 불규칙한 형상(무정형)을 가진 사슬이다. 외부에서 힘을 가하면 사슬 분자 안의 3차원적 구조 변화에 따라 늘어나는데 힘을 빼면 보다 안정된 본래의 불규칙한 형상으로 되돌아가는 구조를 가지고 있다. 고무를 가황하는 것은 분자 사슬 사이를 다리로 연결(공유 결합)하는 것에 의하여 외력에 대한 가역적 형상 변화를 보다 국소적으로 하는 것으로 탄성을 크게 한다.
합성 수지는 합성 섬유와 합성 고무의 중간의 성질을 가지는 사슬 분자이다. 따라서 분자 간 힘도 중간 정도이고, 결정 구조도 적든지 무정형이 된다. 사슬 분자 중에 커다란 곁사슬을 도입함에 따라 수지를 더 단단하게 하든지, 비극성의 단위체를 이용함으로써 전기의 절연성을 높인다. 그물 모양 구조를 가진 열경화성 수지에 대하여는 앞서 설명하였지만, 열가소성 수지와 달라 경화가 비가역적이므로 재생시켜 이용할 수 없는 결점이 있다.

## 같이 보기
- 고분자 화합물